# Сажин, Николай Иванович
Николай Иванович Сажин (27 июля 1908 — 21 сентября 1986) — советский военачальник, военный лётчик, генерал-лейтенант авиации (12 февраля 1958), командир дивизии во время Великой Отечественной войны и командир авиационного корпуса.

## Биография
Николай Иванович Сажин родился 27 июля 1908 года в деревне Хмелинки Владимирской губернии (ныне в Родниковский район Ивановская область). Русский.
До службы в армии работал кочегаром на текстильной фабрике в городе Кохма. Член ВКП(б)/КПСС с 1928 года. В июне 1930 года добровольцем вступил в Красную Армию и направлен в Военно-теоретическую школу ВВС в городе Вольск Саратовской области. По её окончании в октябре 1931 года был откомандирован во 2-ю военную школу летчиков имени Осоавиахима СССР в город Борисоглебск. В феврале 1933 года по окончании обучения был направлен в 4-ю авиационную бригаду в город Ржев на должность младшего летчика 14-й тяжелой бомбардировочной авиаэскадрильи. С ноября 1933 года проходил подготовку на курсах командиров кораблей при Военной школе морских летчиков имени И. В. Сталина в городе Ейск. После возвращения в бригаду в феврале 1934 года был назначен в 13-ю тяжелую бомбардировочную авиаэскадрилью, где проходил службу старшим летчиком, командиром корабля и отряда. С июля 1938 года капитан Сажин командовал эскадрильей в 16-м тяжелом бомбардировочном авиаполку.
В 1939 году назначен командиром эскадрильи 49-го скоростного бомбардировочного авиаполка, который формировался в Москве. Летом того же года с полком убыл в Монголию для участия в боях на реке Халхин-Гол. Зимой 1940 года был назначен заместителем командира 49-го скоростного бомбардировочного авиаполка ВВС Забайкальского военного округа.
С началом войны в той же должности. В июле 1941 года полк был перебазирован на аэродром Домна в Читинской области. В августе назначен командиром этого полка. Полк в течение года готовил летные кадры для фронта, переучивал летчиков на новую материальную часть (самолеты Пе-2 и Пе-3). Весной 1942 года дважды полк перегонял самолёты Пе-2 с Иркутского завода в Москву, где они передавались частям действующим армии. Всего было перегнано 40 самолётов. За время перелетов не имел ни одного происшествия. В августе 1942 года подполковник Сажин был назначен командиром 12-го отдельного разведывательного авиаполка. Формировал этот полк и командовал им вплоть до октября 1944 года. До ноября 1943 года полк дислоцировался сначала в районе Агинский Дацан, затем в населенном пункте Укурей под Читой.
В октябре 1944 года подполковник Сажин принял командование 30-й бомбардировочной авиадивизией, входившей в состав 12-й воздушной армии Забайкальского фронта и базировавшейся на аэроузле Бада Читинской области. В конце июня 1945 года организовал перелет дивизии на полевые аэродромы на территории Монголии и подготовку её к боевым действиям. К началу боевых действия дивизия полностью была подготовлена к работе на новых самолётах Пе-2.
С 9 августа 1945 г. дивизия в составе 12-й воздушной армии Забайкальского фронта участвовала в Советско-японской войне. В ходе Хингано-Мукденской операции основными силами поддерживала наступление Забайкальского фронта на солуньском и хайларском направлениях, наносила массированные удары по аэродромам противника и железнодорожным станциям Солунь, Хайлар, Учагоу, Сикоу и другим. С началом войны дивизия поддерживала наступающие войска 39-й армии.
За успешное выполнение заданий командования в боях с японскими войсками дивизии объявлена благодарность Верховного Главнокомандующего и ей присвоено почётное наименование «Хинганская».
После окончания боевых действий полковник Сажин продолжал командовать этой дивизией. С октября 1947 года по май 1948 года прошел подготовку на курсах усовершенствования командиров и начальников штабов авиадивизий при Краснознаменной Военно-воздушной академии. Был назначен командиром 13-й гвардейской бомбардировочной авиадивизии. С декабря 1950 года генерал-майор авиации Сажин командовал 81-м гвардейским бомбардировочным авиакорпусом.
В ноябре 1951 года переведен на работу в Москву в управление Военно-Воздушных сил. С ноября 1951 года был начальником 10-го отдела Управления Главкома ВВС, а с августа 1954 года исполнял должность помощника Главкома ВВС. С июня 1956 года — исполнял должность начальника Главного управления специального вооружения ВВС, с января 1961 года — начальника 6-го управления ВВС. Звание генерал-лейтенант авиации присвоено 18 февраля 1958 года. В январе 1970 года уволен в отставку по болезни.
Жил в Москве. Скончался 21 сентября 1986 года.

## Награды
Награждён орденом Ленина, четырьмя орденами Красного знамени, орденом Трудового Красного Знамени, орденом Отечественной войны 1-й степени, двумя орденами Красной звезды, иностранным орденом и медалями.